# Dobrovolný svazek obcí - Mikroregion Slušovicko
Dobrovolný svazek obcí – Mikroregion Slušovicko je sdružení právnických osob v okresu Zlín, jeho sídlem jsou Slušovice a jeho cílem je rozvoj regionu. Sdružuje celkem 12 obcí a bylo založeno v roce 2006.

## Obce sdružené v mikroregionu
- Březová
- Dešná
- Hrobice
- Hvozdná
- Neubuz
- Ostrata
- Podkopná Lhota
- Slušovice
- Trnava
- Veselá
- Všemina
- Kašava